# 베르코비치

베르코비치의 위치

베르코비치(세르비아어: Берковићи(키릴)/Berkovići(라틴))는 스르프스카 공화국에 위치한 마을과 도시 및 보스니아 헤르체고비나의 주이다.

## 인구
세르비아인들이 대부분이다.
1991년 베르코비치의 인구는 159명이었다(그 중 세르비아인들이 155명(97.48%), 4명(2.51%)이 보스니아인이었다).
1991년부터 이 지역은 인구가 늘기 시작하면서 3,510명이 되었다.
- 2,111명 (60.14%) 세르비아인
- 715명 (20.37%) 보스니아인
- 646명 (18.40%) 크로아티아인
- 27명 (0.76%) 유고슬라브인
- 11명 (0.31%) 기타

## 경제
이곳은 아직 미개발지역이고, 대부분의 경제 활동을 농업에 의존하고 있다.

## 같이 보기
- 스릅스카 공화국의 행정 구역